# XnView
XnView est un gratuiciel (gratuit pour une utilisation privée non commerciale, pour l’éducation et pour les organismes à but non lucratif) de visualisation, de retouche et de conversion d’images. Il a été développé par Pierre-Emmanuel Gougelet.

## Description
En traitement d'images, XnView permet :
- le changement de taille (Copier/Couper/Découper)
- la création de vignettes ;
- la création de planches de contact ;
- la correction des yeux rouges ;
- l'ajustement de la luminosité et du contraste ;
- la modification du nombre de couleurs ;
- l'application de filtres et d’effets.

Les autres fonctionnalités sont :
- le renommage par lot ;
- l'importation d’environ 500 formats graphiques ;
- l'exportation d’environ 70 formats graphiques ;
- l'édition des métadonnées IPTC (ce qui en facilite l'échange : quand on envoie une photo, on envoie aussi les mots-clés associés. Cette façon de stocker l'information offre une certaine pérennité des données puisque les mots-clés ne dépendent pas d'un fichier externe) et la visualisation des métadonnées EXIF ;
- le support des fichiers multi-page TIFF, GIF animés, ICO animés ;
- la création de fichiers multi-page (TIFF, DCX, LDF) ;
- la prise en charge des sources TWAIN ;
- l'impression ;
- le Drag & Drop ;
- la conversion par lot.

## Plateformes
L'une de ses particularités est d’être disponible sur un très grand nombre de systèmes d’exploitation (Windows, Mac OS X, Linux x86, Linux ppc, OpenBSD x86, NetBSD x86, FreeBSD x86, Solaris sparc, Solaris x86, Irix mips, HP-UX et AIX) et dans 41 langues.
Cependant, les versions non-Windows de XnView ne sont pas disponibles au-delà de la version 1.5 à 1.7 selon les systèmes d’exploitation.
En revanche, il existe XnViewMP (la version avancée multiplate-forme de XnView) qui offre un support natif de l'Unicode, des traductions améliorées et une interface modulaire.